# Kameyama (Mie)
Kameyama (亀山市 Kameyama-shi?) es una ciudad localizada en la prefectura de Mie, Japón. En junio de 2019 tenía una población de 50.029 habitantes y una densidad de población de 262 personas por km². Su área total es de 191,04 km².

## Geografía

### Municipios circundantes
- Prefectura de Mie
  - Tsu
  - Suzuka
  - Iga
- Prefectura de Shiga
  - Kōka

## Demografía
Según datos del censo japonés, la población de Kameyama ha aumentado en los últimos años.
| Año del censo | Población |
| ------------- | --------- |
| 1995          | 46.128    |
| 2000          | 46.606    |
| 2005          | 49.253    |
| 2010          | 51.023    |
| 2015          | 50.254    |